# Mauro Icardi
Mauro Emanuel Icardi Rivero (Rosario, 1993. február 19. –) argentin válogatott labdarúgó, a török Galatasaraynál szerepel.

## Magánélete
2014. május 27-én azzal a Wanda Narával kötött házasságot, aki öt éven át Maxi Lópeznek volt a felesége, és három közös gyermekük született. Icardi és Maxi López viszonya emiatt megromlott. 2014 áprilisában például a Serie A-ban az Inter és a Sampdoria mérkőzésén Icardi nyújtotta a kezét, de Maxi López nem fogott vele kezet.
2015. január 19-én megszületett Wandától az első gyermeke, Francesca, majd 2016. október 27-én megszületett Isabella.

## Pályafutása

### A kezdetek
Icardi az Argentín Rosario városában született és kilenc évesen a Kanári-szigetekre költöztek, ahol az UD Vecindario akadémiáján kezdte meg a karrierjét.
2007-ben sok európai nagy csapat akadémiája is érdeklődött iránta, többek között a Valencia, a Sevilla, az Espanyol, a Deportivo La Coruña, az Arsenal és Liverpool is, majd később az FC Barcelona és a Real Madrid is figyelte. Végül 2013-ig a Barcelona utánpótlásához csatlakozott.
A 2008–09-es idény elején az U17-es, majd később az U19-es csapatban is pályára lépett, mielőtt 2011 januárjában aláírt az olasz Sampdoriához.

### Sampdoria
2011. január 11-én a Sampdoria megerősítette, hogy Icardi csatlakozott a klubhoz kölcsönbe a szezon végéig. Később remek teljesítményének köszönhetően az olasz gárda 400 ezer euróért végleg leigazolta.
A 2012–13-as évadra felkerült az első csapat keretéhez. 2012. szeptember 26-án debütált a Serie A-ban a 49. percben, csereként az AS Roma ellen. November 12-én megszerezte első gólját a Genoa ellen. 2013. január 6-án két gólt is szerzett a Juventus ellen.
Május 18-án, az idény utolsó mérkőzésén ismét betalált a Juventus kapujába.

### Internazionale
Április végén bejelentették, hogy a 2013–14-es szezontól az FC Internazionale Milano játékosa lesz, amelyet később a Sampdoria is megerősített. Vételára 6,5 millió euró volt. Július 16-án mutatták be hivatalosan Inter-játékosként.
Első gólját egy barátságos mérkőzésen szerezte a szezon előtt. Végül 1–1-es döntetlent játszottak a Bundesligában szereplő Hamburger SV ellen.
2013. augusztus 25-én debütált hivatalosan a ligában, a második félidőben, csereként a Genoa ellen.
Több szezonon keresztül is csapatkapitánya volt a kék-fekete mezes alakulatnak.
2019 elején több botránya is lett. Az Európa-liga mérkőzésekre nem volt hajlandó elutazni, miután megfosztották a csapatkapitányi-karszalagtól és azt a kapus, Samir Handanović kapta meg, ezenkívül összeveszett Ivan Perišićel és több saját szurkolójával is. Az év végéig összesen 219 találkozót teljesített és 124 gólt szerzett a milánói csapatban eltöltött időszakában.

### Paris Saint-Germain

#### 2019–20
2019. szeptember 2-án a 2019–20-as bajnokságra csatlakozott a francia Paris Saint-Germain FC-hez kölcsönbe, 70 millió eurós vételi opcióval. Szeptember 14-én csereként mutatkozott be egy 1–0-s győzelem során a Strasbourg ellen. Október 1-jén a Bajnok Ligája csoportkörében az 52. perben gólt szerzett a török Galatasaray ellen, amivel 1–0-ra megnyerték a meccset. Október 5-én megszerezte első találatát a Ligue 1-ben a 4–0-s hazai győzelem során az Angers ellen. Október 27-én gólt lőtt a Marseille ellen 4–0-ra megnyert találkozón.
Május 1-jén megszerezte első trófeáját a klubbal, amikor a PSG-t hirdették ki győztesen a koronavírus-világjárvány miatt korábban befejezett bajnokságban.  Május 31-én a franciák és az Internazionale megállapodtak Icardi végleges átigazolásáról 50 millió euró + 8 millió eurós kiegészítő összegben. Az argentin csatár 2024-ig írt alá. 2020. július 24-én a francia kupa döntőjében a Saint-Étienne ellen kezdőként végigjátszotta a mérkőzést, amelyen 1–0-ra győzedelmeskedtek. Július 31-én a Lyon elleni ligakupa döntőben szintén kezdett, ahol 58 percet töltött a pályán. A PSG végül büntetőkkel 6–5-re aratott győzelmet. Augusztus 23-án a francia gárda története során első alkalommal játszott az első számú európai kupasorozat, a Bajnok Ligája döntőjében, a német Bayern München ellen, ahol 1–0 arányban vereséget szenvedtek, Icardi pedig nem kapott játéklehetőséget.

#### 2020–21
Az évad első két mérkőzését kénytelen volt kihagyni a Lens és a Marseille ellen, mivel pozitív lett a covid-tesztje. 2020. szeptember 16-án tért vissza a Metz elleni 1–0-s győzelem alkalmával. Szeptember 27-én szerezte első góljait a Reims elleni 2–0-s diadalban. 2020 októberében egy meccs után a PSG vezetőedzője, Thomas Tuchel bejelentette, hogy Icardi térdének belső szalagja megsérült.
Végül november 28-án tért vissza, amikor csereként lépett pályára a Bordeaux elleni 2–2-es döntetlen során. A következő Manchester United elleni BL-csoportkör előtt sérülése kiújult, így ismételten kivették a keretből. 2021. január 9-én húzta fel magára újra a PSG szerelését, csereként tért vissza a Brest elleni 3–0-ra megnyert mérkőzésen. Itt ő maga szerzett egy gólt, majd gólpasszt adott Pablo Sarabiának. A francia szuperkupában a Marseille elleni csúcsrangadón a 39. percben volt eredményes megszerezve a vezetést a 2–1-es diadallal lefújt összecsapáson.

#### 2021–22
2021. augusztus 7-én megszerezte első gólját a 2021–22-es szezonban az újonc Troyes elleni 2–1-es bajnokin. Szeptember 19-én a megszerezte a győztes gólt a Lyon ellen. A szezon végére Icardi 5 gólt lőtt az összes kiírást figyelembe véve, ami a legalacsonyabb mutatója volt a Sampdoriánál töltött debütáló szezonja óta.

#### Galatasaray (kölcsönben)
2022. szeptember 8-án egy éves kölcsönszerződést írt alá a török Süper Lig-ben szereplő Galatasaray SK-val. Szeptember 16-án a Konyaspor ellen mutatkozott be az egyesület színeiben. Első gólját az Istanbulspor elleni barátságos mérkőzésen szerezte 8 nappal később.

### A válogatottban
Többszörös argentin korosztályos válogatott. Szerepelt az U19-es és az U20-as csapatokban is.
2013. október 15-én játszotta első mérkőzését az argentin felnőtt válogatottban a 82. percben Augusto Fernández cseréjeként egy Uruguay elleni, 2–3-ra elvesztett világbajnoki meccsen.
2018 májusában nevezték Argentína bő 35 fős keretébe a 2018-as világbajnokságra, végül azonban nem került be a végleges 23 fős csapatba.
2018. november 20-án a Mexikó elleni 2–0-ra megnyert barátságos találkozón megszerezte első nemzeti gólját.
2019 májusában az argentin nemzeti válogatott szövetségi kapitánya, Lionel Scaloni berakta az előzetes 40 fős, 2019-es Copa América keretbe, de még ugyanebben a hónapban kizárták a végleges 23 fős gárdából.

## Statisztikái

### Klubokban
2022. november 12-én frissítve.
| Klub                             | Szezon           | Liga             | Liga  | Liga | Kupa  | Kupa | Ligakupa | Ligakupa | Európa | Európa | Egyéb | Egyéb | Összesen | Összesen |
| Klub                             | Szezon           | Bajnokság        | Mérk. | Gól  | Mérk. | Gól  | Mérk.    | Gól      | Mérk.  | Gól    | Mérk. | Gól   | Mérk.    | Gól      |
| -------------------------------- | ---------------- | ---------------- | ----- | ---- | ----- | ---- | -------- | -------- | ------ | ------ | ----- | ----- | -------- | -------- |
| Sampdoria                        | 2011–12          | Serie B          | 2     | 1    | 0     | 0    | —        | —        | —      | —      | —     | —     | 2        | 1        |
| Sampdoria                        | 2012–13          | Serie A          | 31    | 10   | 0     | 0    | —        | —        | —      | —      | —     | —     | 31       | 10       |
| Sampdoria                        | Összesen         | Összesen         | 33    | 11   | 0     | 0    | —        | —        | —      | —      | —     | —     | 33       | 11       |
| Internazionale                   | 2013–14          | Serie A          | 22    | 9    | 1     | 0    | —        | —        | —      | —      | —     | —     | 23       | 9        |
| Internazionale                   | 2014–15          | Serie A          | 36    | 22   | 2     | 1    | —        | —        | 10     | 4      | —     | —     | 48       | 27       |
| Internazionale                   | 2015–16          | Serie A          | 33    | 16   | 1     | 0    | —        | —        | —      | —      | —     | —     | 34       | 16       |
| Internazionale                   | 2016–17          | Serie A          | 34    | 24   | 2     | 0    | —        | —        | 5      | 2      | —     | —     | 41       | 26       |
| Internazionale                   | 2017–18          | Serie A          | 34    | 29   | 2     | 0    | —        | —        | —      | —      | —     | —     | 36       | 29       |
| Internazionale                   | 2018–19          | Serie A          | 29    | 11   | 2     | 2    | —        | —        | 6      | 4      | —     | —     | 37       | 17       |
| Internazionale                   | Összesen         | Összesen         | 188   | 111  | 10    | 3    | —        | —        | 21     | 10     | —     | —     | 219      | 124      |
| Paris Saint-Germain (kölcsönben) | 2019–20          | Ligue 1          | 20    | 12   | 4     | 0    | 3        | 3        | 7      | 5      | —     | —     | 34       | 20       |
| Paris Saint-Germain              | 2020–21          | Ligue 1          | 20    | 7    | 4     | 5    | —        | —        | 3      | 0      | 1     | 1     | 28       | 13       |
| Paris Saint-Germain              | 2021–22          | Ligue 1          | 24    | 4    | 2     | 1    | —        | —        | 3      | 0      | 1     | 0     | 30       | 5        |
| Paris Saint-Germain              | Összesen         | Összesen         | 64    | 23   | 10    | 6    | 3        | 3        | 13     | 5      | 2     | 1     | 92       | 38       |
| Galatasaray (kölcsönben)         | 2022–23          | Süper Lig        | 6     | 4    | 0     | 0    | —        | —        | —      | —      | —     | —     | 6        | 4        |
| Galatasaray (kölcsönben)         | Összesen         | Összesen         | 6     | 4    | 0     | 0    | —        | —        | —      | —      | —     | —     | 6        | 4        |
| Karrier összesen                 | Karrier összesen | Karrier összesen | 291   | 149  | 20    | 9    | 3        | 3        | 34     | 15     | 2     | 1     | 350      | 177      |

1. ↑  Magában foglalja az Európa-liga és a Bajnokok Ligája mérkőzéseket

### A válogatottban
2018. november 20-án frissítve.
| Nemzet    | Év       | Mérk. | Gól |
| --------- | -------- | ----- | --- |
| Argentína |          |       |     |
| 2013      | 1        | 0     |     |
| 2017      | 3        | 0     |     |
| 2018      | 4        | 1     |     |
| Összesen  | Összesen | 8     | 1   |

## Sikerei, díjai

### Klubokban
Paris Saint-Germain
- Francia bajnok: 2019–20[56]
- Francia kupa: 2019–20[57]
- Francia ligakupa: 2019–20[58]
- Bajnokok Ligája döntős: 2019–20

### Egyéni
- Serie A – gólkirály: 2014–15, 2017–18
- Serie A – a szezon csapata: 2014–15, 2017–18
- Serie A – az év gólja: 2018
- Serie A – az év labdarúgója: 2018
- Gazzetta Sport-díj: 2018
- Süper Lig – a szezon csapata: 2022–23
- Süper Lig – gólkirály: 2023–24
- Az év török labdarúgója: 2023